# Ашшур-убаллит I
Ашшур-убаллит I (аккад. «Ашшур, сохрани в живых») — царь Ассирии приблизительно в 1365—1329 годах до н. э. Сын Эриба-Адада I.

## Биография
Ашшур-убаллит I был современником египетского фараона Эхнатона и могущественного хеттского царя Суппилулиумы I. Согласно документам из Амарнского архива, Ашшур-убаллит завязал дипломатические отношения с Египтом, рассчитывая найти опору против митаннийского царя Тушратты. Это вызвало недовольство не только в Митанни, но и в Вавилонии, которая сохраняла свои притязания на верховную власть над Ассирией, хотя фактически давно её не осуществляла. Вавилонский царь Бурна-Буриаш II даже заявил в одном из своих писем по этому случаю протест фараону, но безрезультатно.
Ашшур-убаллит I, наряду с Суппилулиумой I, участвовал в конфликте, имевшем целью разгром Митаннийской державы. Сначала он, по-видимому, выступил против Артадамы II как ставленника хеттов и касситов, а затем поддержал его и его сына Шуттарну III против нового протеже хеттов, сына Тушратты Шаттивассы. Шуттарна III даже вернул Ашшур-убаллиту украшенные золотом и серебром ворота, захваченные в своё время в Ашшуре Сауссадаттаром. В результате этих военных действий почти вся территория Митанни была разделена между хеттами, ассирийцами и хурритским царством Алзи (или Алше). Одновременно, видимо, именно Ашшур-убалит отвоевал у Аррапхи важный район Кабары (или Кабры), подготовив тем самым последующий раздел Аррапхи между Ассирией и Вавилонией. Для укрепления северной границы своего царства Ашшур-убаллит предпринимал походы в верховья Тигра против беспокойных горных племён, обитавших там, а также покорил страну Мусру (Муцру; возможно, позднейший Муцацир).
Преследуя далеко идущие цели, Ашшур-убаллит I вступил в союз с Вавилонией, закреплённый династическим браком одного из сыновей царя касситов Бурна-Буриаша II с дочерью ассирийского царя Мубаллитат-Шеруа. Дружба с Вавилонией выражалась и в том, что в Ашшуре был выстроен специальный храм, посвящённый главному вавилонскому богу Мардуку. После смерти Бурна-Буриаша Ашшур-убаллиту удалось посадить на престол Вавилона Караиндаша II, сына своей дочери Мубаллитат-Шеруа. Тот, однако, был вскоре свергнут и заменён касситским ставленником Назибугашем. Тем не менее, влияния Ашшур-убаллита оказалось достаточно, чтобы убрать этого претендента и утвердить на царствование в Вавилоне Куригальзу II, младшего сына Бурна-Буриаша II и дядю своего внука.
Ашшур-убаллит I называл египетского фараона своим «братом», подобно царям Вавилонии, Митанни или Хеттской державы и стал впервые именовать себя «царём страны Ассирии» в официальной переписке и на печатях, хотя в торжественных надписях он довольствовался более скромным титулом «ишшиаккум» (правитель).

## В массовой культуре
Царь хеттов Суппилулима I, а также его современники — цари Митанни Тушратта и Ассирии Ашшур-убаллит I — являются главными действующими лицами романа Сергея Шаповалова «Под знаменем бога грозы».